# Арчабилское шоссе
Арчабилское шоссе, также известное как проспект Арчабил (туркм. Arçabil şaýoly) — самая современная и скоростная автомагистраль Ашхабада. Построена в 2004 году компанией «ГАП Иншаат Ятырым ве Дыш Тиджарет А. Ш.». Длина составляет 14,35 км. Ширина проезжей части четырёхрядной в каждом направлении дороги с разделительной полосой составляет более 30 метров. Трасса отвечает международным стандартам первой технической категории. Вдоль автомагистрали формируется новый культурно-деловой центр Ашхабада, здесь расположено большинство министерств и ведомств Туркменистана. В апреле 2013 года начата реконструкция проспекта протяженностью 25,5 км российской компанией «Возрождение». До него можно добраться на 20 маршруте (Железнодорожный вокзал — Тропа здоровья) и 56 маршруте (Жилой массив «Кеши» (улица Проектная) — Развлекательно-культурный центр «Алем»).

## Примечательные здания и сооружения
- Туркменский государственный институт нефти и газа
- Национальный культурный центр Туркменистана
- Ашхабадский ледовый дворец
- Туркменский государственный медицинский университет
- Министерство здравоохранения и медицинской промышленности Туркменистана
- Ашхабадский онкологический центр
- Посёлок Посольства США в Туркменистане
- Посольство ОАЭ в Туркменистане[6]
- Посольство Турции в Туркменистане[7]
- Региональный Центр ООН по превентивной дипломатии[8]
- Туркменский национальный молодёжный театр им. Алп Арслана
- Главный флаг Туркменистана
- Национальный музей Туркменистана
- Министерство нефтегазовой промышленности и минеральных ресурсов Туркменистана
- Отель «Президент»
- Торгово-промышленная палата Туркменистана
- Министерство образования Туркменистана
- Министерство иностранных дел Туркменистана
- Министерство связи Туркменистана
- Комплекс зданий Министерства финансов Туркменистана, Министерство экономики и развития Туркменистана и Министерства труда и социальной защиты населения Туркменистана
- Монумент Конституции Туркменистана
- Культурно-развлекательный центр «Алем»
- Министерство железнодорожного транспорта Туркменистана
- Министерство юстиции Туркменистана
- Государственная таможенная служба Туркменистана
- Здание Промышленного комплекса (Министерство промышленности Туркменистана, Государственный концерн «Туркменхимия», Государственный комитет рыбного хозяйства Туркменистана)[9]
- Министерство автомобильного транспорта Туркменистана

## Фотографии проспекта

Арчабилское шоссе
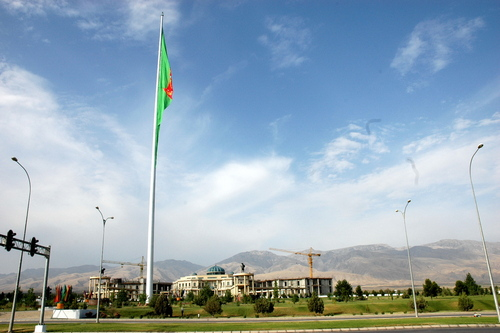
Главный флаг Туркменистана
Отель "Президент"
Центр ООН по превентивной дипломатии
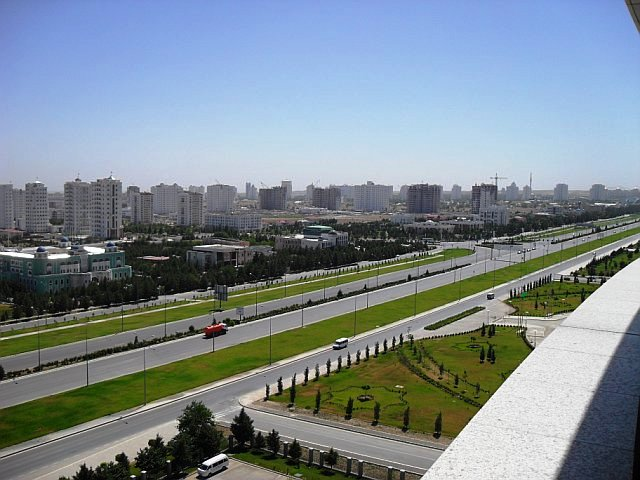
Шоссе
Государственный музей Государственного культурного центра Туркменистана
Министерство нефтегазовой промышленности и минеральных ресурсов Туркменистана